# Nathan Brownson
Nathan Brownson (* 14. Mai 1742 in Woodbury, Colony of Connecticut; † 18. Oktober 1796 im Liberty County, Georgia) war ein US-amerikanischer Politiker und von 1781 bis 1782 Gouverneur von Georgia.

## Lebenslauf
Der junge Nathan Brownson absolvierte 1791 die Yale University. Danach studierte er Medizin und ließ sich als Arzt im Liberty County in Georgia nieder. Beim Ausbruch der Revolution schloss er sich der Unabhängigkeitsbewegung an. In dieser Zeit war er einer der führenden Köpfe der Bewegung. Zeitweise diente er während des Unabhängigkeitskrieges als Militärarzt. Im Jahr 1775 war er Delegierter auf dem sogenannten Provincial Congress, dem ersten von den Briten unabhängigen Kongress in Georgia. 1776 und 1777 war er Delegierter zum Kontinentalkongress.
1781 wurde er als Nachfolger von William Glascock Vorsitzender (Speaker) des Repräsentantenhauses von Georgia. Dieses Gremium wählte ihn im gleichen Jahr zum Gouverneur. In seiner Amtszeit wurden die Briten wieder aus Augusta und Georgia vertrieben. Daher galt das Hauptinteresse des Gouverneurs dem Neuaufbau des Staates. Aufgrund der kurzen Amtszeiten und innenpolitischer Spannungen konnte er dieses Ziel allerdings nicht erreichen. Auch nach dem Ende seiner Amtszeit blieb Brownson politisch aktiv. 1788 war er Abgeordneter im Repräsentantenhaus von Georgia. Im selben Jahr gehörte er dem Ausschuss an, der die neue Verfassung der Vereinigten Staaten ratifizierte. 1789 war er Mitglied eines Konvents, der die Verfassung Georgias überarbeiten sollte. Von 1790 bis 1791 war er Präsident des Senats von Georgia. Er starb 1796 auf seiner Plantage im Liberty County.